# Nymula
Nymula is een geslacht van vlinders van de familie prachtvlinders (Riodinidae), uit de onderfamilie Riodininae.

## Soorten
- N. abaris (Cramer, 1776)
- N. agle (Hewitson, 1852)
- N. brennus Stichel, 1910
- N. calyce (Felder, 1862)
- N. cyneas (Hewitson, 1874)
- N. chaonia (Hewitson, 1852)
- N. ethelinda (Hewitson, 1870)
- N. gela (Hewitson, 1847)
- N. maravalica (Seitz, 1917)
- N. nycteus (Godman & Salvin, 1886)
- N. ochra (Bates, 1868)
- N. odites (Cramer, 1765)
- N. orestes (Cramer, 1780)
- N. pelope (Hübner, 1816)
- N. phillone (Godart, 1824)
- N. phliasus (Cramer, 1777)
- N. phylleus (Cramer, 1775)
- N. regulus (Fabricius, 1793)
- N. satyroides Lathy, 1932
- N. soranus (Stoll, 1781)
- N. sylvarum (Bates, 1867)
- N. titia (Cramer, 1777)
- N. velabrum (Godman & Salvin, 1878)
- N. velazquezi Beutelspacher, 1976
- N. victrix (Rebel, 1901)